# Mistrzostwa Świata w Kolarstwie Torowym 1923
26. Mistrzostwa Świata w Kolarstwie Torowym odbyły się w dniach 18–26 sierpnia 1923 roku w szwajcarskim Zurychu. Rozegrano trzy konkurencje: sprint zawodowców i amatorów oraz wyścig ze startu zatrzymanego zawodowców.

## Medaliści

### Mężczyźni
| Konkurencja                              | Złoto          | Srebro           | Brąz                        |
| ---------------------------------------- | -------------- | ---------------- | --------------------------- |
| Sprint indywidualny amatorów             | Lucien Michard | Antoine Mazairac | Gerard Bosch van Drakestein |
| Sprint indywidualny zawodowców           | Piet Moeskops  | Gabriel Poulain  | Ernst Kaufmann              |
| Wyścig ze startu zatrzymanego zawodowców | Paul Suter     | Léon Parisot     | Karl Wittig                 |

## Klasyfikacja medalowa
| Miejsce | Państwo          |   |   |   | Razem |
| ------- | ---------------- | - | - | - | ----- |
| 1.      | Francja          | 1 | 2 | 0 | 3     |
| 2.      | Holandia         | 1 | 1 | 1 | 3     |
| 3.      | Szwajcaria       | 1 | 0 | 1 | 2     |
| 4.      | Rzesza Niemiecka | 0 | 0 | 1 | 1     |